# 手児奈太鼓
手児奈太鼓（てこなだいこ）は、市川市真間の弘法寺を活動拠点とする女性だけの創作和太鼓集団。古く万葉の時代から市川に語り伝えられる　「真間の手児奈姫伝説」にちなみ、平成7年に女性だけの太鼓グループとして発足。以来、地域に根付いた祭りを中心に、今では各方面で演奏活動を行っている。

## 配列
出演者の総人数によるが、まず宮太鼓の1・2・3が竹各5本・太鼓各1個、次に締太鼓の竹が2本、太鼓が2つ、桶太鼓の竹が2本、太鼓が3つあるのが標準的。